# Disinganno (Queirolo)
Il Disinganno, talvolta nota come Vizioso disingannato, è un'opera scultorea realizzata nel 1753 da Francesco Queirolo. Commissionata dal principe Raimondo di Sangro per la decorazione della cappella di famiglia, fa parte della triade delle opere più celebri rinvenibili all'interno della stessa, insieme al Cristo velato di Giuseppe Sanmartino e alla Pudicizia di Antonio Corradini.

## Storia
A partire dalla seconda metà del XVIII secolo il principe Raimondo di Sangro, settimo principe di Sansevero nonché inventore, esoterista e massone, si rese promotore di una grandiosa opera di rinnovamento della cappella di famiglia, al fine di creare un luogo che testimoniasse la grandezza del suo casato. Per arricchire questo spazio decise di ingaggiare grandi artisti di fama internazionale, tra cui proprio Francesco Queirolo: su quest'ultimo, per volere del principe, ricadde la conduzione dei lavori in seguito alla morte del Corradini, da due anni alla guida del cantiere. Nel 1752, Queirolo si impegnò ad ultimare il lavoro già cominciato da Corradini - che aveva realizzato diversi modelli, ma di questi soltanto quattro erano stati successivamente scolpiti - lavorando esclusivamente per questo progetto e realizzando numerose sculture, ancora presenti nella cappella Sansevero.

### Commissione
L'opera fu commissionata dal principe per essere dedicata ad Antonio di Sangro, suo padre, genitore assente perché troppo preso dalle proprie conquiste amorose e dalle mondanità, che preferì affidare il proprio figlio, già orfano di madre, alla cura dei nonni paterni. In realtà nel rappresentare la figura paterna, il principe Raimondo decide di non prestare attenzione al carattere dissoluto e libertino del padre Antonio; al contrario, la statua fa riferimento all'ultima parte della sua vita, quando l'uomo si liberò dai vizi e, divenuto sacerdote, condusse una vita retta e virtuosa.

## Descrizione

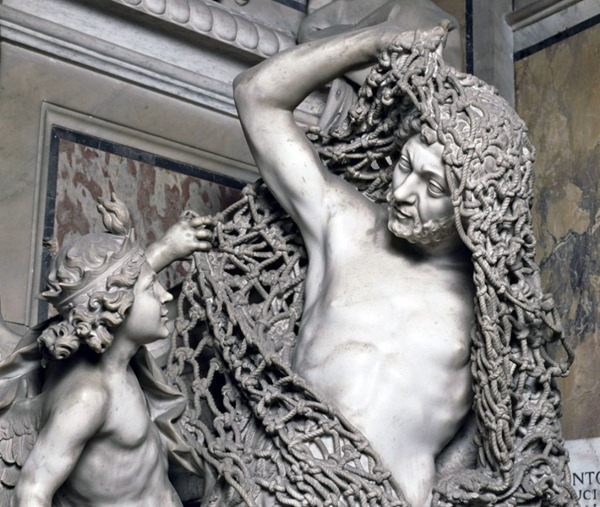
Dettaglio della statua.

In questo gruppo scultoreo Queirolo non riproduce fedelmente quanto aveva progettato Corradini, che alla scena aveva dato un'impostazione classica, e, nel non replicare il progetto dell'artista veneto, preferisce dare un'impostazione maggiormente scenografica alla scena. 
La composizione vede un uomo liberarsi da una rete, che sta a rappresentare vizi e peccati, mentre viene aiutato da un putto (o da un genio), simbolo dell'intelletto umano, il quale indica con la mano destra il globo terrestre, simbolo dei vizi della vita precedente del padre. In contrapposizione ad esso - e al suo simbolismo - ai piedi delle due figure è possibile osservare una Bibbia aperta, simbolo della fede salvifica (non solo, anche una delle "grandi luci" della Massoneria), ed un bassorilievo che richiama l'episodio tratto dai Vangeli di Gesù che dona la vista al cieco. Oltre ai riferimenti cristiani, sono riscontrabili anche quelli massonici: chi aderiva ad una loggia massonica, infatti, inizialmente andava privato della vista e soltanto successivamente, per comprendere la verità, veniva sbendato. 

Ai lati dell'uomo una lapide che, quasi come se giustificasse il principe Antonio, lo eleva ad esempio della «fragilità umana, cui non è concesso avere grandi virtù senza vizi». Nello specifico nella lapide si legge: 
L'opera è considerata il capolavoro del Queirolo, grazie ad un prodigioso virtuosismo tecnico, rinvenibile soprattutto nella realizzazione della rete, e all'unicità del soggetto, che non ha esempi ad esso somiglianti nell'intera storia dell'arte: a tal proposito, lo storico Giangiuseppe Origlia, nella sua Istoria dello studio di Napoli, definisce la composizione «tutta d'invenzione del Principe, e nel suo genere totalmente nuova» e in aggiunta «... l’ultima pruova ardita, a cui può la scultura in marmo azzardarsi.», facendo riferimento proprio alla grandiosità della rete che, con pochi punti di appoggio, avvolge la figura dell'uomo in maniera leggiadra, quasi non si trattasse di marmo. Proprio in merito alla rete, peraltro, è noto che gli artigiani dell'epoca si rifiutarono di passare la pomice (operazione abituale per la rifinitura del marmo) perché troppo spaventati dall'idea che questa, così realistica, potesse frantumarsi tra le loro mani; Queirolo, quindi, fu costretto a farlo personalmente.